# 道格·拉森
道格·拉森（1976年—2023年10月1日）是一位美國政治人物及商人，共和黨籍北达科他州参议院議員，毕业于麦纳特州立大学。2023年10月1日，其一家四口在飛機墜機事故中遇难。